# Senna alata

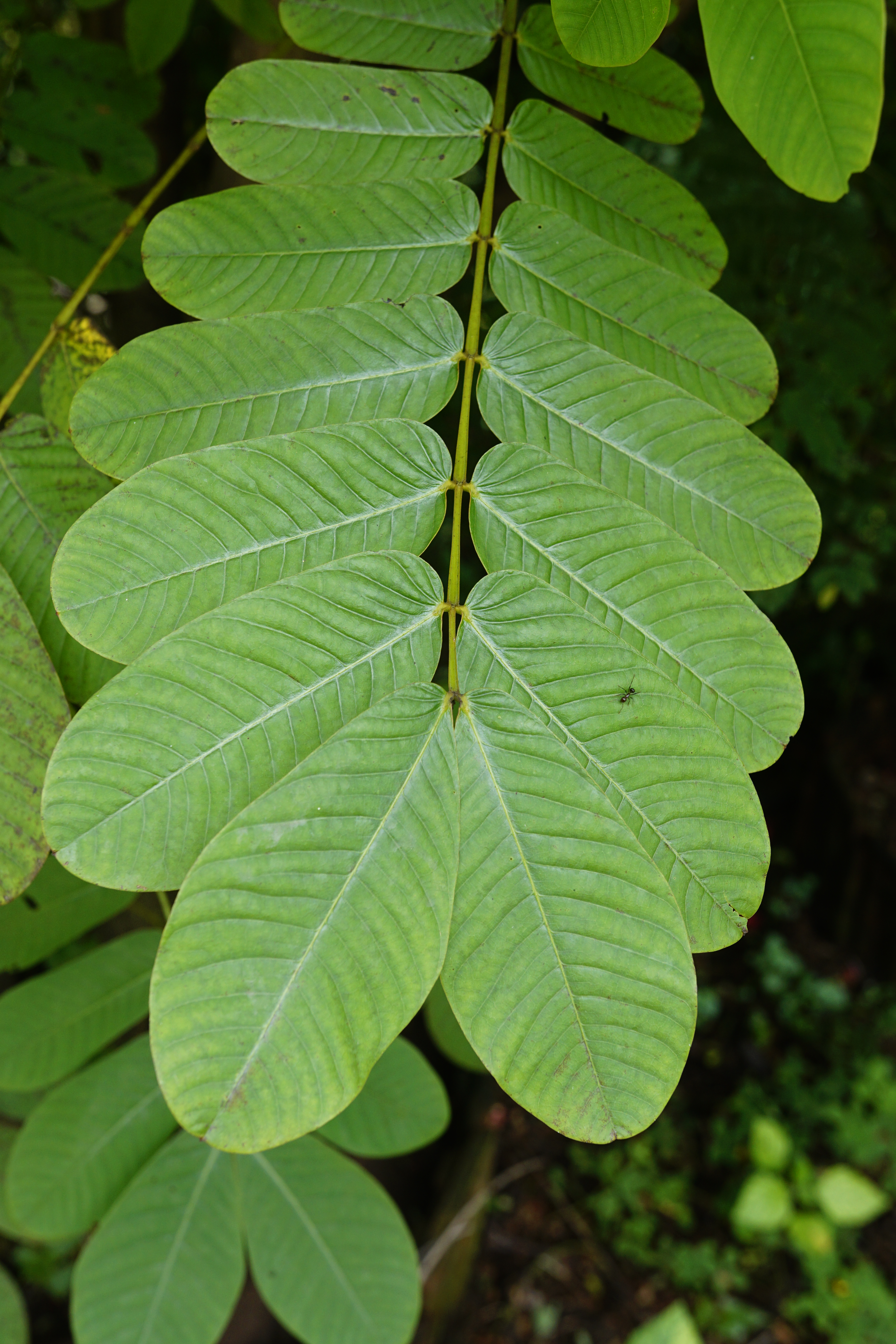
Blatt

Senna alata  oder der Kerzenstrauch (Syn.: Cassia alata L.) ist ein Strauch aus der Familie der Hülsenfrüchtler (Fabaceae). Er stammt ursprünglich aus Südamerika, wird als Zier- und Heilpflanze kultiviert und ist mittlerweile in den gesamten Tropen eingebürgert.

## Beschreibung

### Vegetative Merkmale
Senna alata ist ein ausladender, 1–4(–5) m hoher Strauch mit kräftigen, stielrunden, fein flaumhaarigen bis fast kahlen Zweigen und wechselständigen, einfach paarig gefiederten Laubblättern. Die dreieckig-lanzettlichen Nebenblätter sind 6–16 mm lang, bilden durch ihren schief ansitzenden Grund halbstängelumfassende Öhrchen und bleiben meist lange erhalten. Der stielrunde, relativ kurze, 2–4 cm lange Blattstiel besteht zum Großteil aus einem basalen 1–3,5 cm langen, blasser gefärbten Pulvinus. Die (15–)30–70 cm langen Blätter besitzen eine oberseits abgeflachte und berandete, fein flaumhaarige Rhachis, die an den Ansatzstellen der Blättchen etwas knotig und gegliedert ist. Sie endet in einem 2,5–4,5 mm langen, blattartigen, nach unten zurückgebogenen und gefalteten Anhängsel. Blattstiel und Rhachis weisen – im Unterschied zu vielen anderen Arten der Gattung Senna – keine Nektardrüsen auf. Die Blattspreite ist aus (5–)7–14(–20) Blättchen zusammengesetzt, die gegen die Blattspitze zu an Größe zunehmen. Die (1–)2(–3) mm lang gestielten, ganzrandigen, beiderseits fast kahlen, unterseits matten Blättchen sind breit verkehrt-eiförmig bis länglich-elliptisch oder die untersten manchmal eiförmig. Sie sind (5–)7–19 cm lang und 3–9,5 cm breit. Die Blättchen sind vorne abgerundet und feinstachselspitzgi, manchmal auch gestutzt bis ausgerandet, am Grund abgerundet bis fast gestutzt mit schiefem, ungleichseitigem Ansatz.

### Generative Merkmale

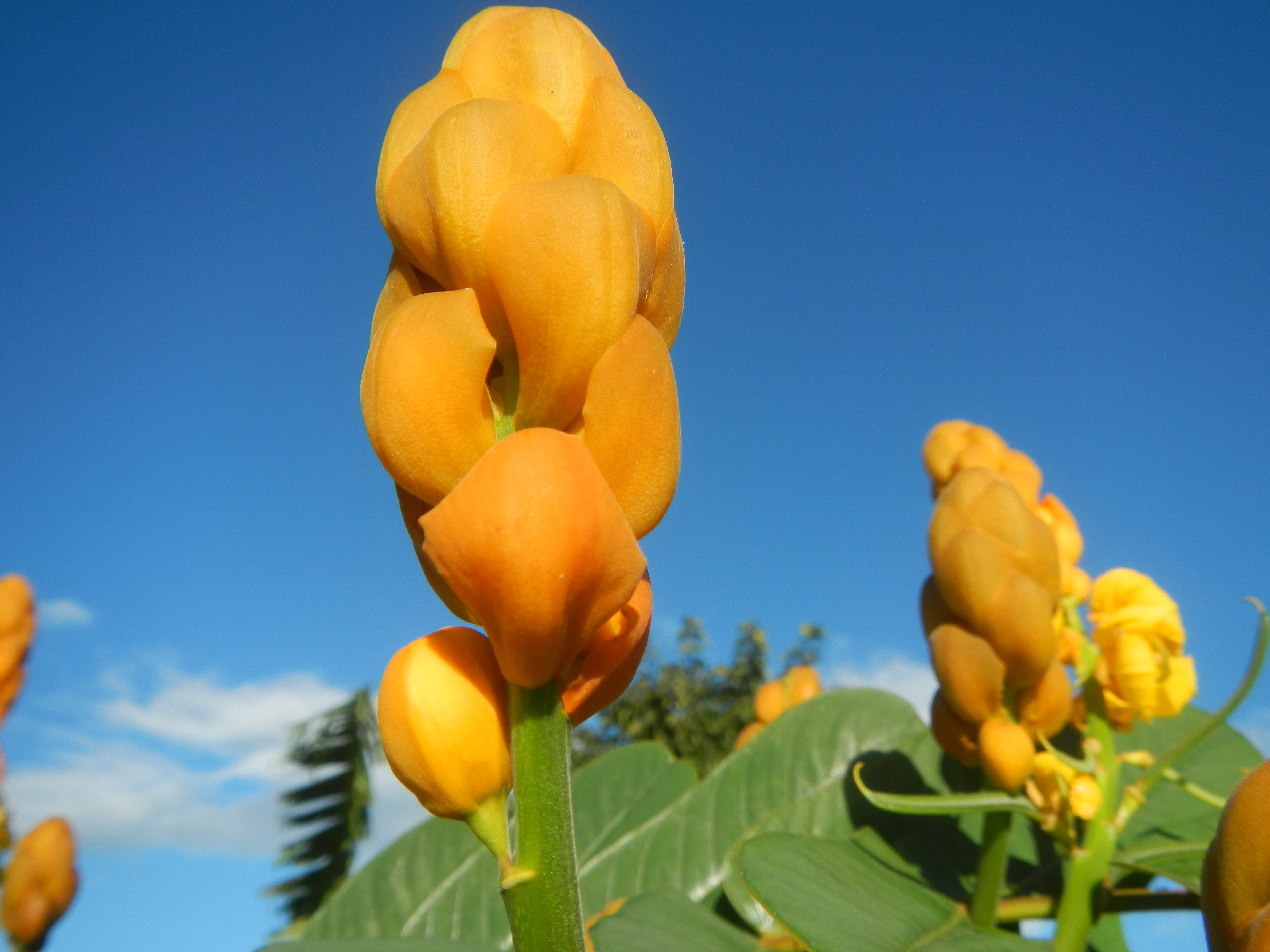
Junger Blütenstand mit den orangen, später abfallenden Deckblättern

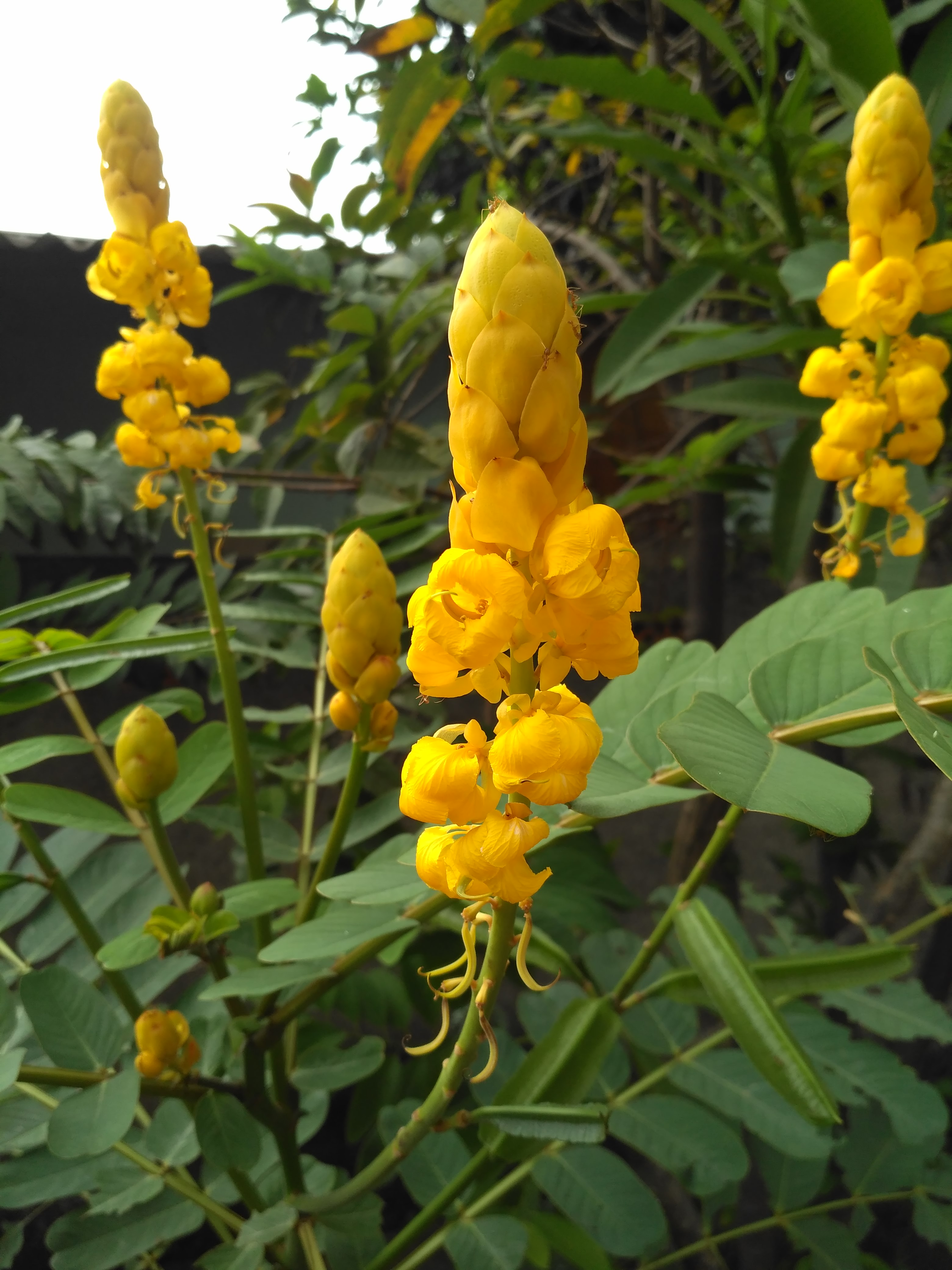
Blütenstand

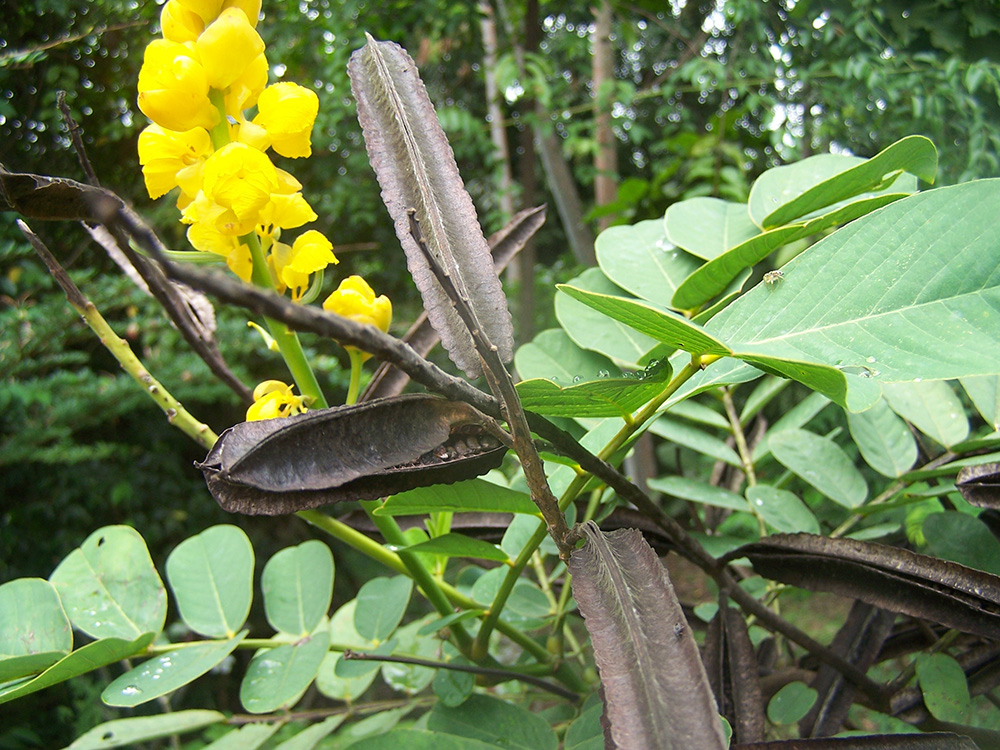
Fruchtstand

Die aufrechten und pyramidalen Blütenstände sind achsel- oder endständige, 6,5–30 cm lang gestielte Trauben mit flaumig behaarter Hauptachse. Die kräftigen, vor dem Aufblühen kompakten und sich später verlängernden Trauben sind 15–60 cm lang und 3–4 cm breit. Sie bestehen aus etwa 20–40 zwittrigen Blüten. Diese sind 5–11 mm lang gestielt. Ihre eiförmigen oder länglichen, 2–3 cm langen und 1–2 cm breiten Deckblätter sind meist orange gefärbt und fein flaumig behaart. Sie umhüllen bis zum Aufblühen dachziegelartig die Blütenknospen und fallen noch vor dem vollen Aufblühen ab. Vorblätter fehlen.
Die gelb gefärbte Blütenhülle sitzt an einem kurz becherförmigen Blütenbecher. Die fünf freien, leicht unterschiedlichen, einander dachziegelig deckenden Kelchblätter sind länglich, 10–16(–20) mm lang und 6–8 mm breit. Sie sind fein netznervig und kurz flaumig behaart bis fast kahl. Die fünf freien, etwas ungleich großen, kahlen Kronblätter sind eiförmig-rundlich bis verkehrt-eiförmig oder spatelig und besitzen einen kurzen Nagel. Sie sind 15–23 mm lang und 10–15 mm breit. Die Kronblätter sind leuchtend gelb gefärbt, mit deutlichen, etwas dunkleren Nerven. Die zehn nicht miteinander verwachsenen, kahlen Staubblätter sind sehr unterschiedlich ausgebildet. Die drei untersten sind die größten. Von diesen hat das zentrale auf einem 6–7 mm langen Staubfaden einen etwa 4 mm langen, schief geschnäbelten, am Grund schwach pfeilförmigen Staubbeutel. Die beiden seitlichen haben auf einem 2–3(–4) mm langen Staubfaden einen 9,5–13 mm langen, sichelförmig gekrümmten, an der Spitze kurz schief geschnäbelten Staubbeutel. Jede ihrer beiden ungleichen Theken ist an der Basis in eine pfriemliche Spitze verlängert. Die vier mittleren Staubblätter besitzen auf einem ca. 2 mm langen Staubfaden einen 3–5 mm langen Staubbeutel, der dem des zentralen unteren Staubblatts ähnelt. Die unteren und mittleren Staubbeutel öffnen sich an der Spitze mit zwei Poren. Die drei oberen sind zu Staminodien reduziert, mit einem 1–3 mm langen unfruchtbaren Staubbeutel auf einem 1–2 mm langen Staubfaden. Die Staubbeutel sind basifix, also an ihrem Grund dem Staubfaden angeheftet. Das kurz gestielte, mittelständige, aus einem einzigen, länglichen und gekrümmten Fruchtblatt bestehende Gynoeceum ist kürzer als die Kronblätter. Es ist meist dicht fein flaumhaarig und enthält 44–58 Samenanlagen. Der kurze 4–5,5 mm lange Griffel trägt an der Spitze eine kleine Narbe.
Die Früchte sind mehr oder weniger gerade, breit linealische, abgeflachte Hülsen, die sich verzögert öffnen. Sie besitzen auf der Mitte der papierartigen, schwarzen, mehr oder weniger kahlen Fruchtklappen der Länge nach jeweils einen 4–9 mm breiten, gekerbten Flügel und sind dadurch vierkantig. An den beiden Nähten sind sie doppelt gekielt. Die Hülsen sind 10–18 cm lang und einschließlich der Flügel bis zu 2,8 cm breit. Sie sind im Inneren zwischen den ungefähr fünfzig quer liegenden Samen quer septiert. Die Samen sind abgeflacht, rhombisch, 7–10 mm lang und 5–8 mm breit. Sie besitzen eine matte, gefelderte Oberfläche.
Senna alata blüht und fruchtet in der trockenen Jahreszeit, also beispielsweise in Mittelamerika von November bis April bzw. Mai, im nördlichen Australien von Juni bis November.

### Chromosomen
Bei Senna alata sind unterschiedliche Chromosomenzahlen bekannt. Es wurden haploide Chromosomensätze mit n = 12 und n = 14 beziehungsweise diploide mit 2n = 24 und 2n = 28 festgestellt.

## Verbreitung und Lebensraum
Senna alata hat ihre ursprünglichen Vorkommen in Südamerika, und zwar im Einzugsgebiet des Orinoco und des Amazonas. Da sie weit über ihr Herkunftsgebiet hinaus als Zierpflanze und als Heilpflanze kultiviert wird, konnte sie sich inzwischen weltweit in allen tropischen und subtropischen Regionen auch außerhalb von Gärten etablieren und einbürgern.
Die Art besiedelt dabei vor allem das Kulturland, kommt aber auch an Flussufern, in savannenartigem Überschwemmungsland, in lichten Wäldern und an trockenen Hängen vor. Die Seehöhenverbreitung ist unterschiedlich, für Nicaragua werden 30–120 m angegeben, für Indochina bis zu 1500 m. Die meisten Vorkommen liegen aber jedenfalls in den tropischen Tiefländern.

## Taxonomie und Systematik
Die Art wurde 1753 durch Carl von Linné als Cassia alata in der Gattung der Kassien beschrieben. Die wichtigste Grundlage dafür war eine Beschreibung aus dem Hortus Cliffortianus, einem früheren Werk Linnés. Außerdem zitierte Linné ältere Benennungen durch Charles Plumier und Maria Sibylla Merian. William Roxburgh stellte die Art 1832 zur Gattung Senna. Die Eigenständigkeit von Senna ist jedoch in weiterer Folge nicht akzeptiert worden. Erst Anfang der 1980er Jahre haben die beiden US-amerikanischen Botaniker Howard Samuel Irwin und Rupert Charles Barneby einer Abspaltung der Gattungen Senna und Chamaecrista von Cassia zum Durchbruch verholfen. Außerdem ist Senna alata unter dem Namen Herpetica alata (L.) Raf. die Typusart einer eigenen, heute aber nicht anerkannten Gattung Herpetica (DC.) Raf. Weitere Synonyme sind Cassia bracteata L.f., Cassia herpetica Jacq. und Cassia rumphiana (DC.) Bojer (= Herpetica rumphiana (DC.) J.Presl).

## Etymologie
Das Artepitheton alata (lat. geflügelt) leitet sich von lat. ala (Flügel) her und bezieht sich auf die geflügelten Hülsenfrüchte dieser Art. Der Gattungsname Senna bezieht sich auf die von Linné Cassia senna benannte Art Senna alexandrina, die die „Sennesblätter“, ein bekanntes Abführmittel, liefert. Der Name lässt sich wahrscheinlich auf das arabische Wort sannā (erleichtern) zurückführen, das die medizinische Wirkung dieser Droge umschreibt.

## Nutzung als Heilpflanze
Für Indochina wird angegeben, dass ein Absud der Blätter gegen verschiedene Hautkrankheiten und in Dampfbädern für Entbundene verwendet wird. Die Zweige werden in Laos gegen fiebrige Erkrankungen eingesetzt, und die Wurzeln gelten als abführend. Die bereits erwähnten Nutzungen sind auch für Westafrika dokumentiert.